# Questo amore (brano musicale)
Questo amore è un brano musicale del gruppo italiano dei Ricchi e Poveri, composto da Dario Farina e Mauro Lusini; gli autori del testo sono Sergio Bardotti ed Ezio Maria Picciotta.

## Descrizione
Il brano rappresentò l'Italia alla XXIII edizione dell'Eurofestival. Fu la terza canzone eseguita dopo Anna rakkaudelle tilaisuus del finlandese Seija Simola e prima di Mil etter mil del norvegese Jahn Teigen. Ricevette 53 punti, raggiungendo la 12ª posizione nella graduatoria della manifestazione.
Fu pubblicato come singolo su vinile, contenente sul lato B il brano Anima, e successivamente i Ricchi e Poveri lo portarono anche alla XV edizione del Festivalbar, sempre di quell'anno.
Il suddetto 45 giri venne distribuito anche per il mercato europeo riuscendo a ottenere discreti riscontri. Precisamente, uscì in Francia, Spagna, Portogallo e Germania.
Il gruppo pubblicò, poi, nello stesso anno, un album di inediti intitolato Questo amore, sul quale figurano entrambi i brani del 45 giri.

## Crediti
- Ricchi e Poveri (Angela Brambati, Angelo Sotgiu, Franco Gatti, Marina Occhiena) – voci
- Toto Torquati – arrangiamenti, direzione orchestrale
- Gabric – produttore